# Gonzeville
Gonzeville är en kommun i departementet Seine-Maritime i regionen Normandie i norra Frankrike. Kommunen ligger i kantonen Doudeville som tillhör arrondissementet Rouen. År 2022 hade Gonzeville 121 invånare.

## Befolkningsutveckling
Antalet invånare i kommunen Gonzeville
| Referens: INSEE |